# Pueblo Nuevo, Tenancingo
Pueblo Nuevo är en ort i Mexiko.   Den ligger i kommunen Tenancingo och delstaten Mexiko, i den sydöstra delen av landet, 70 km sydväst om huvudstaden Mexico City. Pueblo Nuevo ligger 2 056 meter över havet och antalet invånare är 1 359.
Terrängen runt Pueblo Nuevo är huvudsakligen kuperad, men den allra närmaste omgivningen är platt. Terrängen runt Pueblo Nuevo sluttar söderut. Runt Pueblo Nuevo är det tätbefolkat, med 427 invånare per kvadratkilometer. Närmaste större samhälle är Tenango de Arista, 17,4 km norr om Pueblo Nuevo. I omgivningarna runt Pueblo Nuevo växer huvudsakligen savannskog.